# Joseph P. Kolter

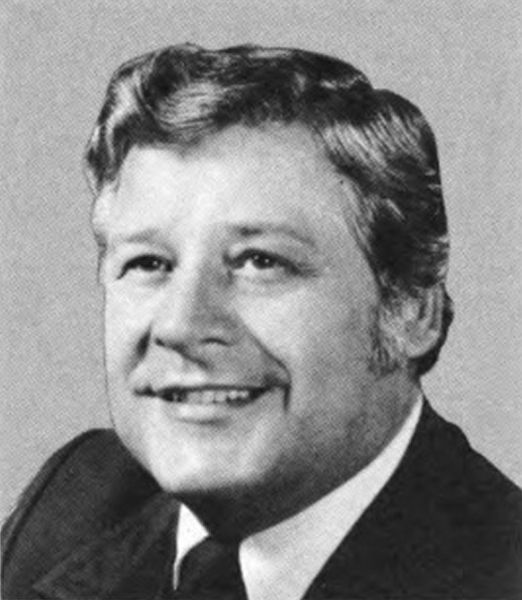
Joseph P. Kolter

Joseph Paul Kolter (* 3. September 1926 in McDonald, Trumbull County, Ohio; † 8. September 2019 in Hershey, Pennsylvania) war ein US-amerikanischer Politiker. Zwischen 1983 und 1993 vertrat er den Bundesstaat Pennsylvania im US-Repräsentantenhaus.

## Werdegang
Joseph Kolter besuchte bis 1944 die New Brighton High School in Pennsylvania. Zwischen 1944 und 1947 diente er in der US Army. Dort erlebte er die Endphase des Zweiten Weltkrieges. Danach setzte er bis 1950 seine Ausbildung am Geneva College in Beaver Falls fort. In den folgenden Jahren arbeitete er als Buchhalter und Lehrer. Gleichzeitig schlug er als Mitglied der Demokratischen Partei eine politische Laufbahn ein. Von 1961 bis 1965 gehörte er dem Gemeinderat von New Brighton an; zwischen 1969 und 1982 saß er als Abgeordneter im Repräsentantenhaus von Pennsylvania.
Bei den Kongresswahlen des Jahres 1982 wurde Kolter im vierten Wahlbezirk von Pennsylvania in das US-Repräsentantenhaus in Washington, D.C. gewählt, wo er am 3. Januar 1983 die Nachfolge des Republikaners Charles F. Dougherty antrat. Nach vier Wiederwahlen konnte er bis zum 3. Januar 1993 fünf Legislaturperioden im Kongress absolvieren. Im Jahr 1992 wurde er von seiner Partei nicht mehr zur Wiederwahl nominiert.
Später wurde seine Verwicklung in den Congressional Post Office Scandal aufgedeckt. Er wurde wegen Korruption zu sechs Monaten Gefängnis verurteilt. Der andere betroffene Kongressabgeordnete war Dan Rostenkowski aus Illinois. Diese Affäre beendete Kolters politische Laufbahn.
Kolter starb im September 2019, fünf Tage nach seinem 93. Geburtstag.

## Einzelnachweis
1. ↑  OBITUARY Joseph P. Kolter